# عبد الله النواف الأحمد الصباح
عبد الله نواف الأحمد الجابر المبارك الصباح (مواليد 1958) هو عسكري كويتي، برتبة فريق ركن في الجيش الكويتي، والابن الثالث من أولاد أمير الكويت السادس عشر الراحل الشيخ نواف الأحمد الجابر الصباح.

## مناصبه
عُين عبد الله نواف الصباح نائبًا لرئيس الأركان العامة للجيش الكويتي في 11 نوفمبر 2014 بمرسوم أميري صدر من أمير دولة الكويت - آنذاك - الشيخ صباح الأحمد الجابر الصباح، وتضمن قرار تعيينه ترقيته من رتبة لواء ركن إلى فريق ركن.